# What the Hell Are We Dying For?
«What the Hell Are We Dying For?» —en español: «¿Por qué demonios morimos?»— es una canción del cantante canadiense Shawn Mendes. Fue lanzada como sencillo benéfico a través de Island Records el 9 de junio de 2023. La canción fue producida por el propio Mendes y Mike Sabath, y la escribieron junto a Eddie Benjamin y Scott Harris.

## Lanzamiento
Cuando la lanzó por sorpresa el 9 de junio de 2023, Mendes explicó su origen en las redes sociales: «Empecé a escribir esta canción ayer por la mañana con mis amigos en el norte del estado de Nueva York y la terminé hace tan solo unas horas... me pareció tan importante compartirla con vosotros en tiempo real». También anunció una donación a la Cruz Roja canadiense. La ilustración de la canción muestra una imagen del horizonte de Nueva York apenas visible debido a una capa de humo de los incendios forestales de Canadá de 2023, lo que suscitó polémica. 

## Créditos y personal
- Shawn Mendes - voz, composición, producción

- Mike Sabath - composición, producción, batería

- Eddie Benjamin - composición, guitarra, bajo

- Scott Harris - composición, piano

- Andrew Maury - mezcla

- John LaPorta - masterización

- Alex Pyle - grabación

## Gráficos
| Listas (2023)                  | Mejor posición |
| ------------------------------ | -------------- |
| New Zealand Hot Singles (RMNZ) | 28             |
| South Korea BGM (Circle)       | 66             |

## Historial de lanzamientos
| Región | Fecha              | Formato(s)         | Discográfica | Ref.  |
| ------ | ------------------ | ------------------ | ------------ | ----- |
| Varios | 9 de junio de 2023 | Descarga digitales | Island       | [ 7 ] |